# Väster- och Österrekarne häraders valkrets
Väster- och Österrekarne häraders valkrets var vid riksdagsvalen till andra kammaren 1866–1878 samt 1887–1908 en egen valkrets. Vid valen 1881–1884 ingick området i Livgedingets domsagas valkrets, och från och med valet 1911 uppgick valkretsen i den nybildade Södermanlands läns norra valkrets.

## Riksdagsmän
- Robert Arfwedson (1867–1869)
- Anders Peter Andersson, lmp (1870–1878)
- Robert Arfwedson (1879–1881)
- Carl Andersson, nya lmp (1888–1893)
- Gustaf Ericsson, folkp 1895–1896 (1894–1896)
- Johan Erik Olsson, lmp (1897–1899)
- Wilhelm Johansson, lib s (1900–1908)
- Gustaf Gustafsson, lib s (1909–1911)

## Valresultat

### 1887 II
| Andrakammarvalet i Sverige 1887 II: Väster- och Österrekarne häraders valkrets | Andrakammarvalet i Sverige 1887 II: Väster- och Österrekarne häraders valkrets | Andrakammarvalet i Sverige 1887 II: Väster- och Österrekarne häraders valkrets | Andrakammarvalet i Sverige 1887 II: Väster- och Österrekarne häraders valkrets | Andrakammarvalet i Sverige 1887 II: Väster- och Österrekarne häraders valkrets |
| Kandidat                                                                       | Kandidat                                                                       | Röster                                                                         | Röster                                                                         | Röster                                                                         |
| Kandidat                                                                       | Kandidat                                                                       | Antal                                                                          | %                                                                              | +− %                                                                           |
| ------------------------------------------------------------------------------ | ------------------------------------------------------------------------------ | ------------------------------------------------------------------------------ | ------------------------------------------------------------------------------ | ------------------------------------------------------------------------------ |
|                                                                                | Carl Andersson (Nya Lantmannapartiet)                                          | 30                                                                             | 88,2                                                                           |                                                                                |
|                                                                                | Corfitz Beck-Friis (frihandlare)                                               | 4                                                                              | 11,8                                                                           |                                                                                |
| Antal giltiga röster                                                           | Antal giltiga röster                                                           | 34                                                                             |                                                                                |                                                                                |
| Kasserade röster                                                               | Kasserade röster                                                               | 0                                                                              |                                                                                |                                                                                |
| Totalt                                                                         | Totalt                                                                         | 34                                                                             |                                                                                |                                                                                |

Valet hölls den 21 september 1887. Valdeltagandet vid valet av de elektorer som förrättade valet var 24,0%.

### 1890
| Andrakammarvalet i Sverige 1890: Väster- och Österrekarne häraders valkrets | Andrakammarvalet i Sverige 1890: Väster- och Österrekarne häraders valkrets | Andrakammarvalet i Sverige 1890: Väster- och Österrekarne häraders valkrets | Andrakammarvalet i Sverige 1890: Väster- och Österrekarne häraders valkrets | Andrakammarvalet i Sverige 1890: Väster- och Österrekarne häraders valkrets |
| Kandidat                                                                    | Kandidat                                                                    | Röster                                                                      | Röster                                                                      | Röster                                                                      |
| Kandidat                                                                    | Kandidat                                                                    | Antal                                                                       | %                                                                           | +− %                                                                        |
| --------------------------------------------------------------------------- | --------------------------------------------------------------------------- | --------------------------------------------------------------------------- | --------------------------------------------------------------------------- | --------------------------------------------------------------------------- |
|                                                                             | Carl Andersson (Nya Lantmannapartiet)                                       | 255                                                                         | 61,5                                                                        | ▼26,7                                                                       |
|                                                                             | Corfitz Beck-Friis (frihandlare)                                            | 150                                                                         | 36,1                                                                        | ▲24,3                                                                       |
|                                                                             | Edvard Bohnstedt (protektionist)                                            | 4                                                                           | 1,0                                                                         |                                                                             |
|                                                                             | Övriga kandidater                                                           | 6                                                                           | 1,4                                                                         |                                                                             |
| Antal giltiga röster                                                        | Antal giltiga röster                                                        | 415                                                                         |                                                                             |                                                                             |
| Kasserade röster                                                            | Kasserade röster                                                            | 2                                                                           |                                                                             |                                                                             |
| Totalt                                                                      | Totalt                                                                      | 417                                                                         |                                                                             |                                                                             |

Valet hölls den 8 september 1890. Valdeltagandet var 36,7%.

### 1893
| Andrakammarvalet i Sverige 1893: Väster- och Österrekarne häraders valkrets | Andrakammarvalet i Sverige 1893: Väster- och Österrekarne häraders valkrets | Andrakammarvalet i Sverige 1893: Väster- och Österrekarne häraders valkrets | Andrakammarvalet i Sverige 1893: Väster- och Österrekarne häraders valkrets | Andrakammarvalet i Sverige 1893: Väster- och Österrekarne häraders valkrets |
| Kandidat                                                                    | Kandidat                                                                    | Röster                                                                      | Röster                                                                      | Röster                                                                      |
| Kandidat                                                                    | Kandidat                                                                    | Antal                                                                       | %                                                                           | +− %                                                                        |
| --------------------------------------------------------------------------- | --------------------------------------------------------------------------- | --------------------------------------------------------------------------- | --------------------------------------------------------------------------- | --------------------------------------------------------------------------- |
|                                                                             | Gustaf Ericsson (frihandlare)                                               | 488                                                                         | 62,8                                                                        |                                                                             |
|                                                                             | Carl Andersson (Nya Lantmannapartiet)                                       | 286                                                                         | 36,8                                                                        | ▼24,7                                                                       |
|                                                                             | Övriga kandidater                                                           | 3                                                                           | 0,4                                                                         |                                                                             |
| Antal giltiga röster                                                        | Antal giltiga röster                                                        | 777                                                                         |                                                                             |                                                                             |
| Kasserade röster                                                            | Kasserade röster                                                            | 1                                                                           |                                                                             |                                                                             |
| Totalt                                                                      | Totalt                                                                      | 778                                                                         |                                                                             |                                                                             |

Valet hölls den 28 augusti 1893. Valdeltagandet var 60,8%.

### 1896
| Andrakammarvalet i Sverige 1896: Väster- och Österrekarne häraders valkrets | Andrakammarvalet i Sverige 1896: Väster- och Österrekarne häraders valkrets | Andrakammarvalet i Sverige 1896: Väster- och Österrekarne häraders valkrets | Andrakammarvalet i Sverige 1896: Väster- och Österrekarne häraders valkrets | Andrakammarvalet i Sverige 1896: Väster- och Österrekarne häraders valkrets |
| Kandidat                                                                    | Kandidat                                                                    | Röster                                                                      | Röster                                                                      | Röster                                                                      |
| Kandidat                                                                    | Kandidat                                                                    | Antal                                                                       | %                                                                           | +− %                                                                        |
| --------------------------------------------------------------------------- | --------------------------------------------------------------------------- | --------------------------------------------------------------------------- | --------------------------------------------------------------------------- | --------------------------------------------------------------------------- |
|                                                                             | Johan Erik Olsson (L, prot.)                                                | 433                                                                         | 51,2                                                                        |                                                                             |
|                                                                             | Gustaf Ericsson (Folkpartiet)                                               | 413                                                                         | 48,8                                                                        | ▼14,0                                                                       |
| Antal giltiga röster                                                        | Antal giltiga röster                                                        | 846                                                                         |                                                                             |                                                                             |
| Kasserade röster                                                            | Kasserade röster                                                            | 35                                                                          |                                                                             |                                                                             |
| Totalt                                                                      | Totalt                                                                      | 881                                                                         |                                                                             |                                                                             |

Valet hölls den 20 augusti 1896. Valdeltagandet var 69,0%.

### 1899
| Andrakammarvalet i Sverige 1899: Väster- och Österrekarne häraders valkrets | Andrakammarvalet i Sverige 1899: Väster- och Österrekarne häraders valkrets | Andrakammarvalet i Sverige 1899: Väster- och Österrekarne häraders valkrets | Andrakammarvalet i Sverige 1899: Väster- och Österrekarne häraders valkrets | Andrakammarvalet i Sverige 1899: Väster- och Österrekarne häraders valkrets |
| Kandidat                                                                    | Kandidat                                                                    | Röster                                                                      | Röster                                                                      | Röster                                                                      |
| Kandidat                                                                    | Kandidat                                                                    | Antal                                                                       | %                                                                           | +− %                                                                        |
| --------------------------------------------------------------------------- | --------------------------------------------------------------------------- | --------------------------------------------------------------------------- | --------------------------------------------------------------------------- | --------------------------------------------------------------------------- |
|                                                                             | Wilhelm Johansson                                                           | 560                                                                         | 54,8                                                                        |                                                                             |
|                                                                             | Sven Persson på Lagersberg (höger)                                          | 462                                                                         | 45,2                                                                        |                                                                             |
| Antal giltiga röster                                                        | Antal giltiga röster                                                        | 1 022                                                                       |                                                                             |                                                                             |
| Kasserade röster                                                            | Kasserade röster                                                            | 3                                                                           |                                                                             |                                                                             |
| Totalt                                                                      | Totalt                                                                      | 1 025                                                                       |                                                                             |                                                                             |

Valet ägde rum den 16 augusti 1899. Valdeltagandet var 63,4%.

### 1902
| Andrakammarvalet i Sverige 1902: Väster- och Österrekarne häraders valkrets | Andrakammarvalet i Sverige 1902: Väster- och Österrekarne häraders valkrets | Andrakammarvalet i Sverige 1902: Väster- och Österrekarne häraders valkrets | Andrakammarvalet i Sverige 1902: Väster- och Österrekarne häraders valkrets | Andrakammarvalet i Sverige 1902: Väster- och Österrekarne häraders valkrets |
| Kandidat                                                                    | Kandidat                                                                    | Röster                                                                      | Röster                                                                      | Röster                                                                      |
| Kandidat                                                                    | Kandidat                                                                    | Antal                                                                       | %                                                                           | +− %                                                                        |
| --------------------------------------------------------------------------- | --------------------------------------------------------------------------- | --------------------------------------------------------------------------- | --------------------------------------------------------------------------- | --------------------------------------------------------------------------- |
|                                                                             | Wilhelm Johansson                                                           | 1 008                                                                       | 66,5                                                                        | ▲11,7                                                                       |
|                                                                             | Axel Lundh på Magda (höger)                                                 | 508                                                                         | 33,5                                                                        |                                                                             |
| Antal giltiga röster                                                        | Antal giltiga röster                                                        | 1 516                                                                       |                                                                             |                                                                             |
| Kasserade röster                                                            | Kasserade röster                                                            | 80                                                                          |                                                                             |                                                                             |
| Totalt                                                                      | Totalt                                                                      | 1 596                                                                       |                                                                             |                                                                             |

Valet ägde rum den 14 september 1902. Valdeltagandet var 75,9%.

### 1905
| Andrakammarvalet i Sverige 1905: Väster- och Österrekarne häraders valkrets | Andrakammarvalet i Sverige 1905: Väster- och Österrekarne häraders valkrets | Andrakammarvalet i Sverige 1905: Väster- och Österrekarne häraders valkrets | Andrakammarvalet i Sverige 1905: Väster- och Österrekarne häraders valkrets | Andrakammarvalet i Sverige 1905: Väster- och Österrekarne häraders valkrets |
| Kandidat                                                                    | Kandidat                                                                    | Röster                                                                      | Röster                                                                      | Röster                                                                      |
| Kandidat                                                                    | Kandidat                                                                    | Antal                                                                       | %                                                                           | +− %                                                                        |
| --------------------------------------------------------------------------- | --------------------------------------------------------------------------- | --------------------------------------------------------------------------- | --------------------------------------------------------------------------- | --------------------------------------------------------------------------- |
|                                                                             | Wilhelm Johansson                                                           | 822                                                                         | 41,0                                                                        | ▼25,5                                                                       |
|                                                                             | Vilhelm Vestergren (Socialdemokraterna)                                     | 672                                                                         | 33,5                                                                        |                                                                             |
|                                                                             | Alrik Eriksson i Gunnarskär (höger)                                         | 510                                                                         | 25,5                                                                        |                                                                             |
| Antal giltiga röster                                                        | Antal giltiga röster                                                        | 2 004                                                                       |                                                                             |                                                                             |
| Kasserade röster                                                            | Kasserade röster                                                            | 32                                                                          |                                                                             |                                                                             |
| Totalt                                                                      | Totalt                                                                      | 2 036                                                                       |                                                                             |                                                                             |

Valet ägde rum den 17 september 1905. Valdeltagandet var 81,5%.

### 1908
| Andrakammarvalet i Sverige 1908: Väster- och Österrekarne häraders valkrets | Andrakammarvalet i Sverige 1908: Väster- och Österrekarne häraders valkrets | Andrakammarvalet i Sverige 1908: Väster- och Österrekarne häraders valkrets | Andrakammarvalet i Sverige 1908: Väster- och Österrekarne häraders valkrets | Andrakammarvalet i Sverige 1908: Väster- och Österrekarne häraders valkrets |
| Kandidat                                                                    | Kandidat                                                                    | Röster                                                                      | Röster                                                                      | Röster                                                                      |
| Kandidat                                                                    | Kandidat                                                                    | Antal                                                                       | %                                                                           | +− %                                                                        |
| --------------------------------------------------------------------------- | --------------------------------------------------------------------------- | --------------------------------------------------------------------------- | --------------------------------------------------------------------------- | --------------------------------------------------------------------------- |
|                                                                             | Gustaf Gustafsson                                                           | 402                                                                         | 63,7                                                                        |                                                                             |
|                                                                             | Elof Fredrik von Celsing (höger)                                            | 229                                                                         | 36,3                                                                        |                                                                             |
| Antal giltiga röster                                                        | Antal giltiga röster                                                        | 631                                                                         |                                                                             |                                                                             |
| Kasserade röster                                                            | Kasserade röster                                                            | 260                                                                         |                                                                             |                                                                             |
| Totalt                                                                      | Totalt                                                                      | 891                                                                         |                                                                             |                                                                             |

Valet ägde rum den 13 september 1908. Valdeltagandet var 65,4%.